# Beeville
La ville de Beeville est le siège du comté de Bee, dans l’État du Texas, aux États-Unis. Sa population s’élevait à 12 863 habitants lors du recensement de 2010, estimée à 12 937 habitants en 2017.

## Démographie
| Groupe            | Beeville | Texas | États-Unis |
| ----------------- | -------- | ----- | ---------- |
| Blancs            | 79,1     | 70,4  | 72,4       |
| Autres            | 13,3     | 10,1  | 6,4        |
| Métis             | 3,3      | 2,7   | 2,9        |
| Afro-Américains   | 2,7      | 11,9  | 12,6       |
| Asiatiques        | 0,9      | 3,8   | 4,8        |
| Amérindiens       | 0,7      | 0,7   | 0,9        |
| Total             | 100      | 100   | 100        |
|                   |          |       |            |
| Latino-Américains | 71,9     | 37,6  | 16,7       |

Selon l’American Community Survey pour la période 2011-2015, 56,77 % de la population âgée de plus de 5 ans déclare parler l'anglais à la maison, 41,99 % déclare parler l'espagnol et 1,24 % une autre langue.

## Source
- (en) Cet article est partiellement ou en totalité issu de l’article de Wikipédia en anglais intitulé « Beeville, Texas » (voir la liste des auteurs).

1. ↑  (en) « Beeville, TX Population - Census 2010 and 2000 », sur censusviewer.com.
2. ↑  (en) « Population of Texas - Census 2010 and 2000 », sur censusviewer.com.
3. ↑  (en) « Language spoken at home by ability to speak English for the population 5 years and over », sur factfinder.census.gov.